# Всеобщие выборы в Гондурасе (1883)
Всеобщие выборы в Гондурасе проходили с 9 ноября 1883 года. На них избирались президент и депутаты Национального конгресса Гондураса. 
Президент Марко Аурелио Сото покинул пост президента в 1883 году. Власть перешла к Совету министров в составе министра генерала Луиса Бограна, генерала Энрике Гутьерреса Лозано и Рафаэля Альварадо Манцано. Энрике Гутьеррес, военный министр с мая 1883 года, был фаворитом выборов. Однако 11 сентября 1883 года во время избирательной кампании Гутьеррес неожиданно скончался. На выборах были представлены по два кандидата от либералов и консерваторов. Кандидат консерватор Луис Богран одержал победу с подавляющим большинством голосов.
В 1886 году другой кандидат генерал Эмилио Дельгадо возглавил переворот с целью отстранить Бограна от власти, но потерпел неудачу, был арестован и казнён 18 октября 1886 года.

## Президентские выборы
| Кандидат            | Политическое предпочтение          | Голоса | %    |
| ------------------- | ---------------------------------- | ------ | ---- |
| Луис Богран Бараона | Консерватор                        | 40 958 | 92,0 |
| Карлос Селео Ариас  | Либерал                            | 2 942  | 6,6  |
| Эмилио Дельгадо     | Независимый кандидат (Консерватор) | 536    | 1,2  |
| Мануэль Гамеро      | Независимый кандидат (Либерал)     | 88     | 0,2  |
| Всего               | Всего                              | 44 524 | 100  |
| Источник: Euraque   |                                    |        |      |